# Bahnsteig

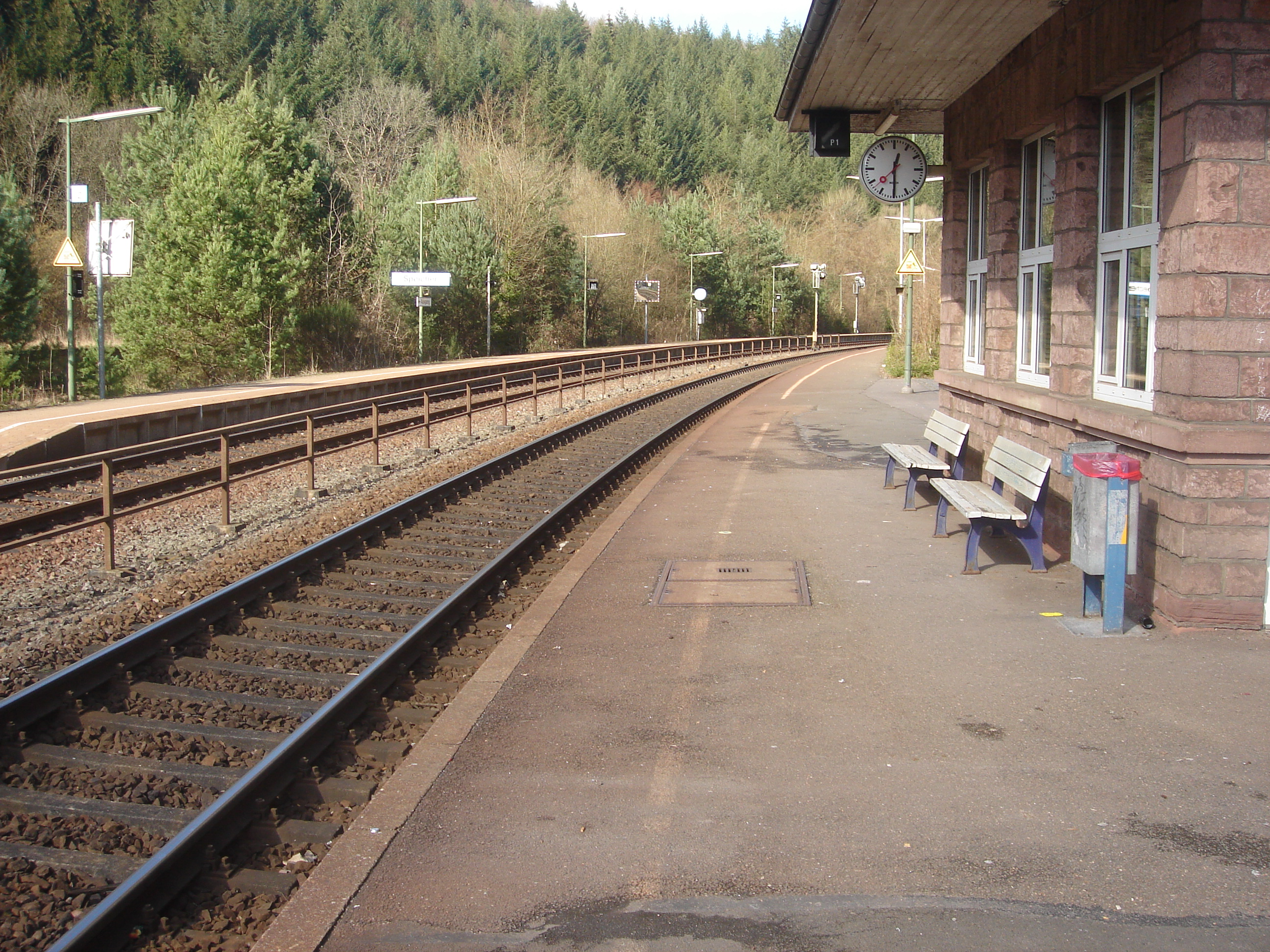
Bahnsteig an der Eifelstrecke Köln–Trier

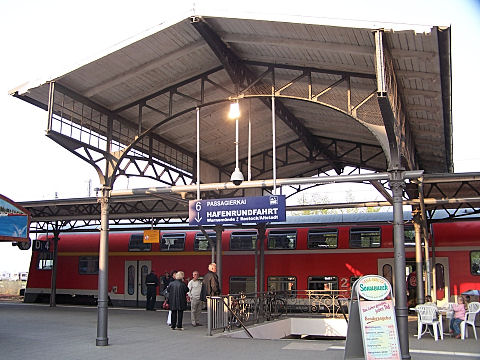
Historische Bahnsteigüberdachung im Bahnhof Warnemünde

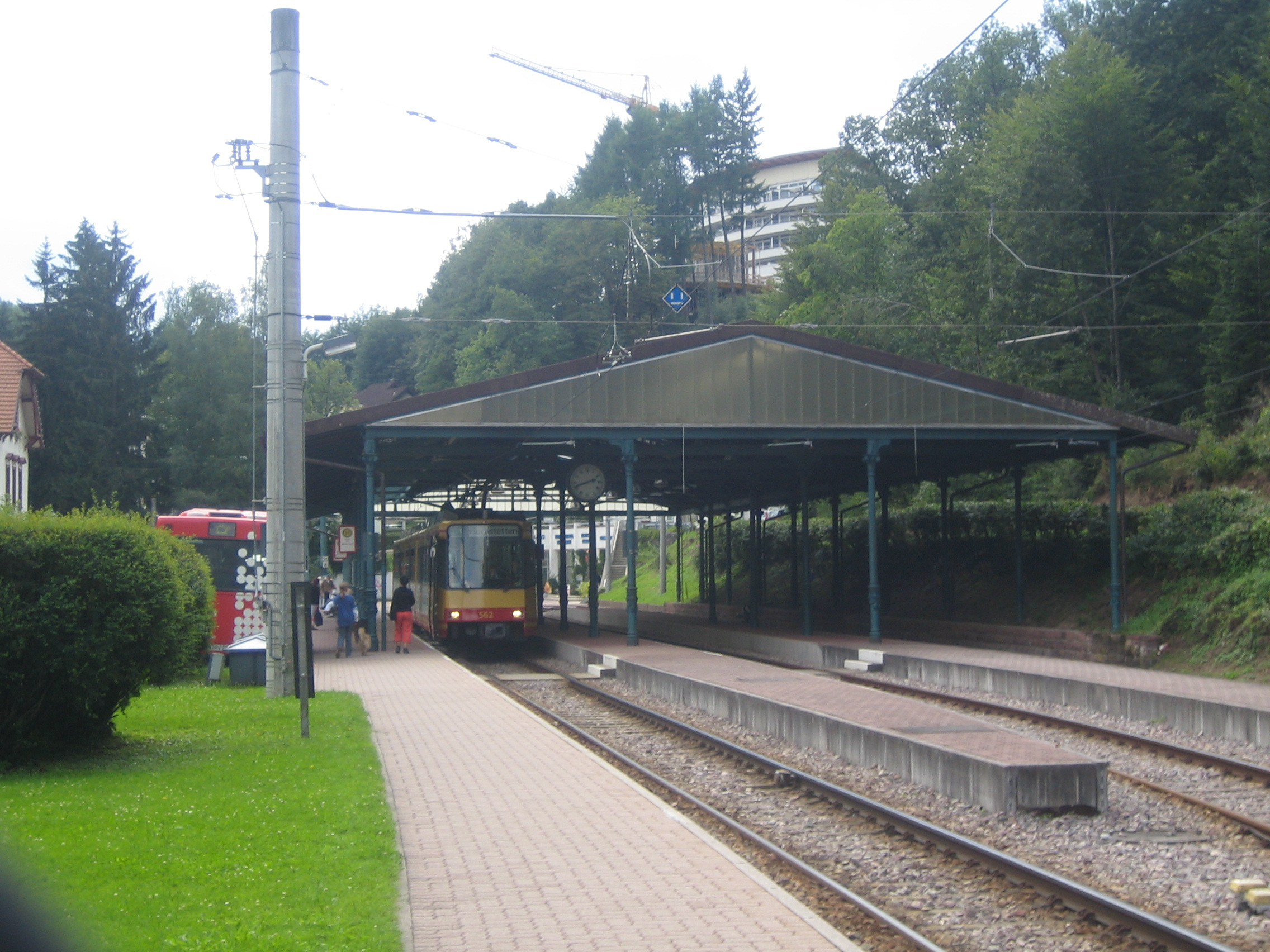
Bahnhof Bad Herrenalb. Teile der Bahnhofshalle stammen vom 1977 stillgelegten Baden-Badener Stadtbahnhof.

Ein Bahnsteig (in den Niederlanden und in der Schweiz, früher auch in Österreich und Deutschland üblich: der/das Perron, französisches Lehnwort, jedoch für Zustiegsplattformen jeglicher Verkehrsart wie z. B. Busperrons benutzt) ist eine befestigte Plattform, die parallel und mit geringem Abstand zu einem Eisenbahngleis angelegt ist, um bei Zügen das Ein- und Aussteigen zu erleichtern. Man findet sie deshalb in Bahnhöfen oder an Haltepunkten (Haltestellen). Ähnliche Konstruktionen gibt es als Arbeitsbühnen neben Bereitstellungsgleisen.
Die Deutsche Bahn betreibt in Deutschland Bahnsteige mit einer Gesamtlänge von 2300 Kilometern.
Bahnsteige befinden sich darüber hinaus an den Haltestellen von Straßenbahnen, U-Bahnen und Seilbahnen.

## Bauweise

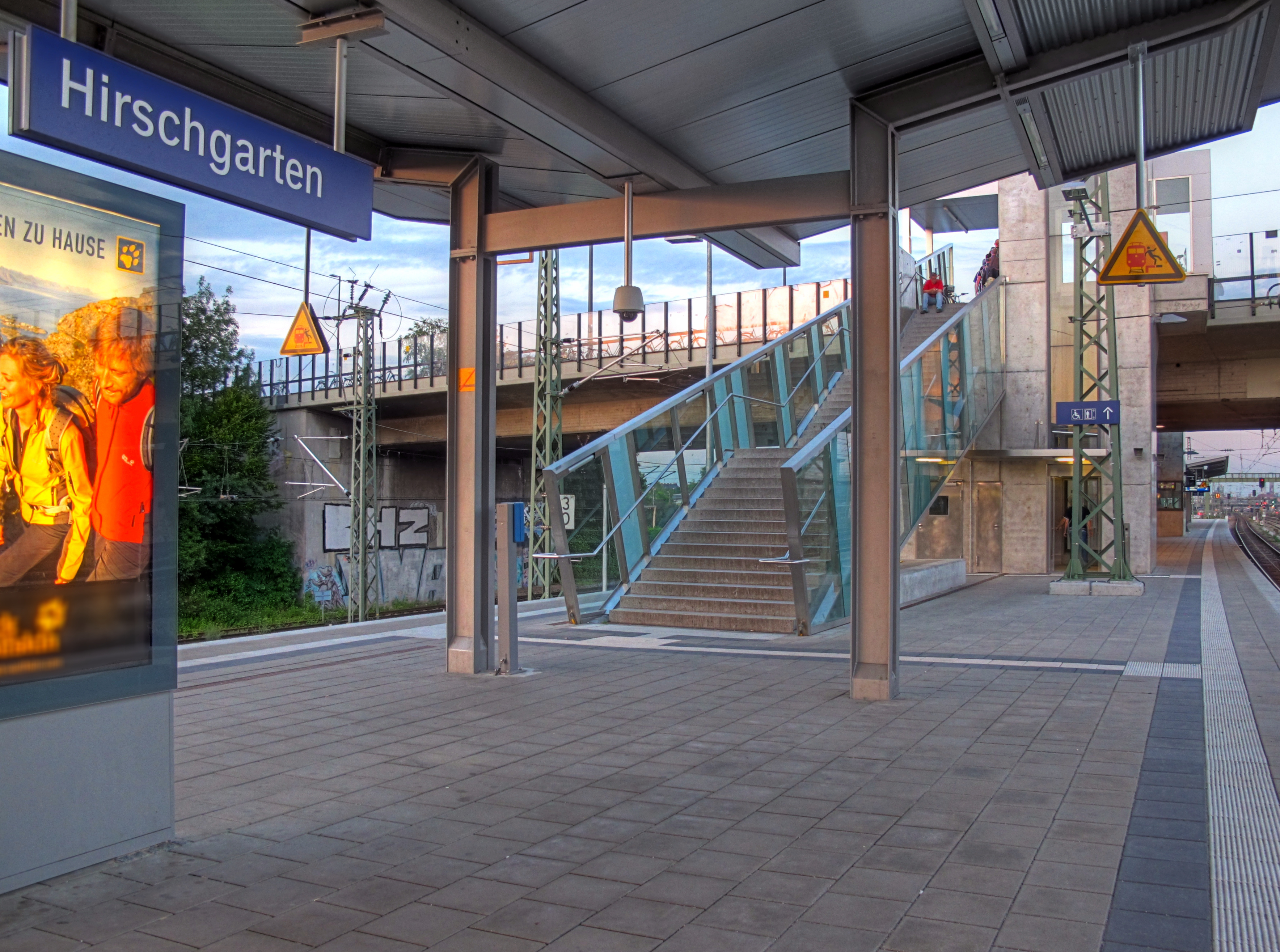
Münchner S-Bahn-Bahnsteig Hirschgarten (2011)

Während früher einfache, eventuell asphaltierte Schüttungen aus Schotter mit mehr oder minder befestigter Vorderkante als ausreichend betrachtet wurden, sind die heutigen Hochbahnsteige wesentlich massivere Konstruktionen. Die Kanten bestehen üblicherweise aus Winkelstützmauern (L-Steinen) aus Beton, deren senkrechter Teil oben profiliert ist und so einen ertastbaren Randstein bildet. Der Körper des Bahnsteigs ist angeschüttet und/oder betoniert und nimmt meist Regenwasserkanalisation sowie Leitungen für die Bahnsteigbeleuchtung und eventuell die Leit-, Sicherungs- und Fernmeldetechnik der Betriebsstelle auf. Die Oberfläche ist meist mit Beton-Verbundsteinpflaster belegt und, falls nicht überdacht, mit Mittelentwässerungen versehen. Im Innenbereich werden auch Natursteinbeläge verwendet.
Zu den Enden und, sofern es sich nicht um einen Mittelbahnsteig handelt, zur Rückseite hin geht der Bahnsteig entweder fließend in eine Verkehrsfläche über (so an Kopfbahnhöfen) oder ist durch Brüstungen begrenzt. Von Bahnsteigenden, die sich frei auf das Gleisfeld öffnen, führt meistens eine für die Öffentlichkeit gesperrte Treppe zum Gleisniveau hinab.
Zunehmend werden Bahnsteige nicht mehr aus Kantensteinen, Erd- bzw. Betonkörper und Pflaster aufgebaut, sondern in modularer Systembauweise mittels vorgefertigter Stahlbetonfertigteile hergestellt. Bodenbelag, Blindenleitstreifen, Sicherheitsmarkierung etc. sind dabei schon eingearbeitet. Diese Platten können innerhalb weniger Stunden mit Kränen auf die zuvor hergestellte Sauberkeitsschicht aufgelegt werden, was vor allem beim Bauen unter dem rollenden Rad die nötigen Sperrpausen um bis zu 33 % reduziert. Gegenüber der konventionellen Bauweise ist diese modulare Bauweise jedoch ca. 75 % teurer.

### Verkehrliche Einrichtungen

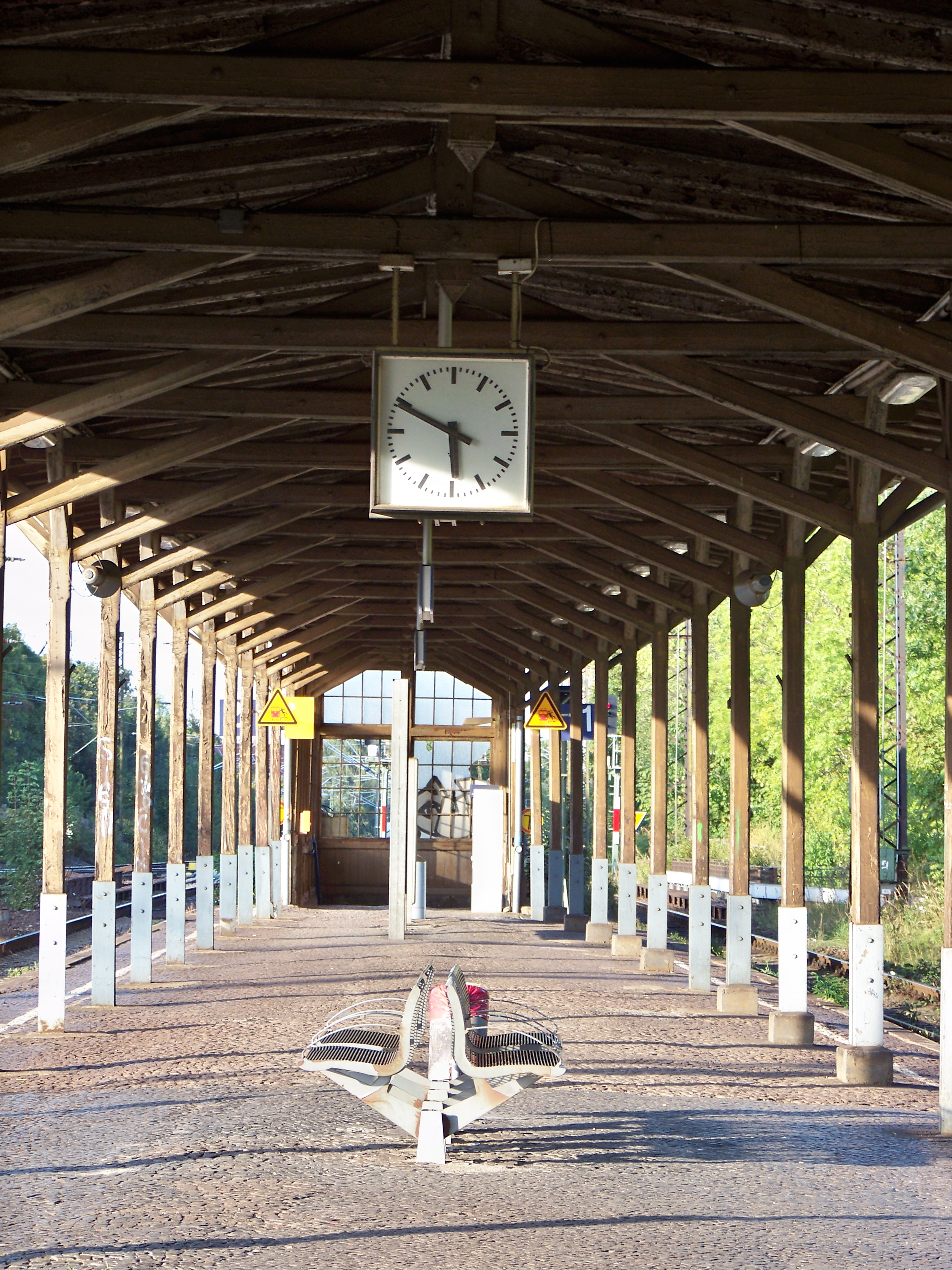
Bahnsteig im Bahnhof Leipzig-Stötteritz (2009)

Bahnsteige werden abhängig von ihrer Größe und Frequentierung mit unterschiedlichen Elementen möbliert.
Sofern sie nicht in einer Bahnhofshalle liegen, verfügen oberirdische Bahnsteige häufig über ein eigenes Bahnsteigdach. Dabei handelt es sich in der Regel um Versionen von Flugdächern. Es gibt sie in unterschiedliche Konstruktionen. Heute werden sie häufig als von einer mittleren Stützenreihe beidseitig auskragende Schmetterlings- oder Flachdächer realisiert. Alternativ finden auch einseitig auskragende Pultdächer Verwendung. Bis Anfang des 20. Jahrhunderts waren auch flach geneigte Satteldächer auf zwei Reihen von Stützen (in Form historisierender Gusseisen-Säulen) anzutreffen, wie heute beispielsweise noch bei der Berliner S-Bahn. Dieses Grundprinzip mit zwei Stützenreihen, allerdings mit geschwungenem Flugdach verwendet heute die Deutsche Bahn als Teil ihres Corporate Design.
Lautsprecher und Beleuchtung werden entweder in die Bedachung integriert oder an in regelmäßigen Abständen aufgestellten Masten montiert.
Praktisch immer sind Sitzgruppen und – falls kein Bahnsteigdach existiert – Wetterschutzeinrichtungen vorgesehen. Unter dem Bahnsteigdach werden teilweise nur nach oben offene Windschutzwände gebaut. Seitdem Rauchen auf Bahnhöfen generell verboten ist, werden auch unter Dach kleine oben und mit Tür geschlossene, relativ niedrige Warteräume errichtet, die einen gewissen Kälteschutz bieten.
Pro Bahnsteigkante wird normalerweise mindestens ein Zugzielanzeiger aufgestellt; bei Zugangsstellen ohne jede betriebliche Variation reichen feste Schilder „Richtung XY“. Jeder Bahnsteig erhält außerdem mindestens eine Bahnhofsuhr sowie eine ausreichende Zahl von Bahnhofsnamensschildern.
Weiter können hinzukommen: Abfallbehälter, Aschenbecher, Leuchtkästen für Fahrplan-Aushänge, Karten, Wagenstandanzeiger und andere Informationen, Fahrscheinautomaten, Großbildschirme für Werbung und Information, Abschnittsmarkierungen, Stellplätze für Gepäckwagen und mobile Hublifte, öffentliche Telefone, Vermarktungsflächen (Plakatwände), Überwachungskameras, Notruf- und Informations-Gegensprechanlagen, Getränke- und Süßigkeitenautomaten, Schließfächer. Auf breiten Bahnsteigen können Pavillons aufgestellt werden, um Kioske und Gewerbe- oder Diensträume aufzunehmen.
Am Hausbahnsteig, stationsmittig am Gebäude findet sich traditionell eine etwa zentimetergenaue Höhenangabe, die sich auf den Schienenkopf des anliegenden Gleises bezieht als Basis für Vermessungsarbeiten.
Ebenfalls am Hausbahnsteig war lange Zeit eine öffentliche Waschmöglichkeit für Hände und etwa Obst üblich. Zumeist als Becken und ein Stück Wand dahinter aus Kunststein mit einem aus der Wand tretenden Hahn für Kaltwasser. Später, um 1965/1970, kamen in Österreich auf zahlreichen Bahnhöfen auf Mittelbahnsteigen, so etwa in Wels oder Velden am Wörthersee runde Mehrfach-Brunnen aus rötlich weißem Kunststein auf. Etwa vier Wasserhähne ragten rundum aus einer Säule, die in der Mitte eines kreisrunden Beckens brusthoh aufragte. Sie wurden vor allem in den nicht überdachten Endbereichen der Bahnsteige installiert und dienten im Sommer auch zum Abkühlen von Kopf und Armen. Zumindest nachträglich wurden diese Brunnen mit Hinweistafeln mit der Aufschrift „Kein Trinkwasser“ versehen. Während die Toiletten mit Waschbecken in Zügen und Bahnhöfen attraktiver gestaltet wurden, verschwanden die Bahnsteigbrunnen bis etwa 1990 wieder.
Damit Schnee, Regen und der Rauch von Dampf- und Diesellokomotiven und Tauben weniger unter das Dach des Bahnsteigs gelangen, waren die hochliegenden Dachränder oft mit etwa fast 1 m nach unten reichenden Schürzen aus Glasplatten versehen.
Um am neuen Hauptbahnhof Graz Tauben vom Sitzen unterhalb des Daches auszusperren, wurden nachträglich aufwendig Vogelschutznetze verlegt.

### Betriebliche Einrichtungen
Für den Bahnbetrieb finden sich an einem Bahnsteig fast immer ein oder mehrere Haltetafeln, oft Vorsignalwiederholer, Gegensprechanlagen und Streckenfernsprecher, Abfertigungsanlagen mit Bedientafel und Abfahrsignal, mitunter auch Bremsprobeanlagen. Um Hochgeschwindigkeitsvorbeifahrten zu sichern, muss ggf. eine Reisendensicherungsanlage installiert werden. In den oben genannten Pavillons findet man zuweilen noch örtliche Bahnsteigaufsicht mit betrieblicher Funktion.

## Zutritt

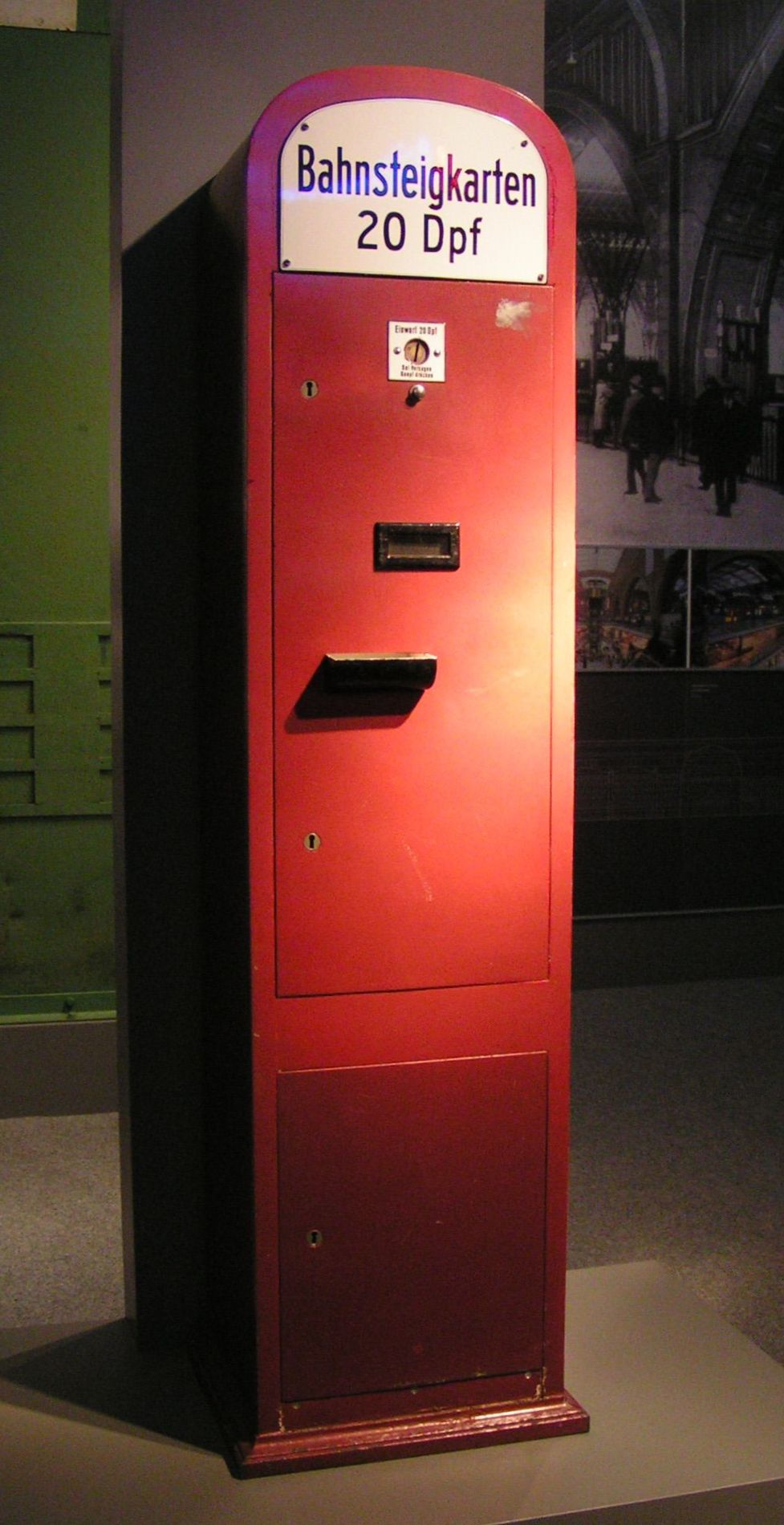
Bahnsteigkarten-Automat im DB-Museum

Der Bahnsteig ist als Teil des Bahnhofsgeländes Privateigentum des Bahnhofsbetreibers, d. h. bei der DB AG war dies die DB Station&Service AG, welche heute Teil der DB-InfraGO ist. Der Zutritt wurde früher von den Bahngesellschaften durch sogenannte „Bahnsteigsperren“ reglementiert. Heute ist es in Deutschland, Österreich und der Schweiz möglich, sich auf den frei zugänglichen Bahnsteigen von Nebenbahnen aufzuhalten, sie gelten nach dem Gewohnheitsrecht als öffentlicher Verkehrsraum, obwohl sie es mitnichten sind. Im Grunde sind sie nur dem Anliegen des Hol- und Bringverkehrs vorbehalten, sofern nicht eine Nutzung eines Verkehrsmittels ansteht.
Für die Benutzung der Bahnsteige innerhalb von einigen Verkehrsverbünden ist ein Fahrschein bzw. eine Bahnsteigkarte notwendig. Es ist so möglich, Fahrkarten-Kontrollen auch außerhalb der Bahnsteige an der gekennzeichneten „Sperrenanlage“ am Zugangsbauwerk durchzuführen. Davon wird z. B. in Hamburg oft Gebrauch gemacht.
In sehr vielen Metropolen ist der Zugang zu den U-Bahn-Stationen (zumindest in der Innenstadt) durch Sperrenanlagen mit automatisierter Fahrscheinprüfung üblich.
Außerhalb Deutschlands ist häufig auch im Fernverkehr der Zutritt zum Bahnsteig erst nach einer Fahrkartenkontrolle möglich, in Spanien erfolgt hierbei oft auch eine Gepäckkontrolle.

## Bahnsteigtypen
Bahnsteige werden nach ihrer Lage und Ausführung in verschiedene Typen eingeteilt.

### Hausbahnsteig

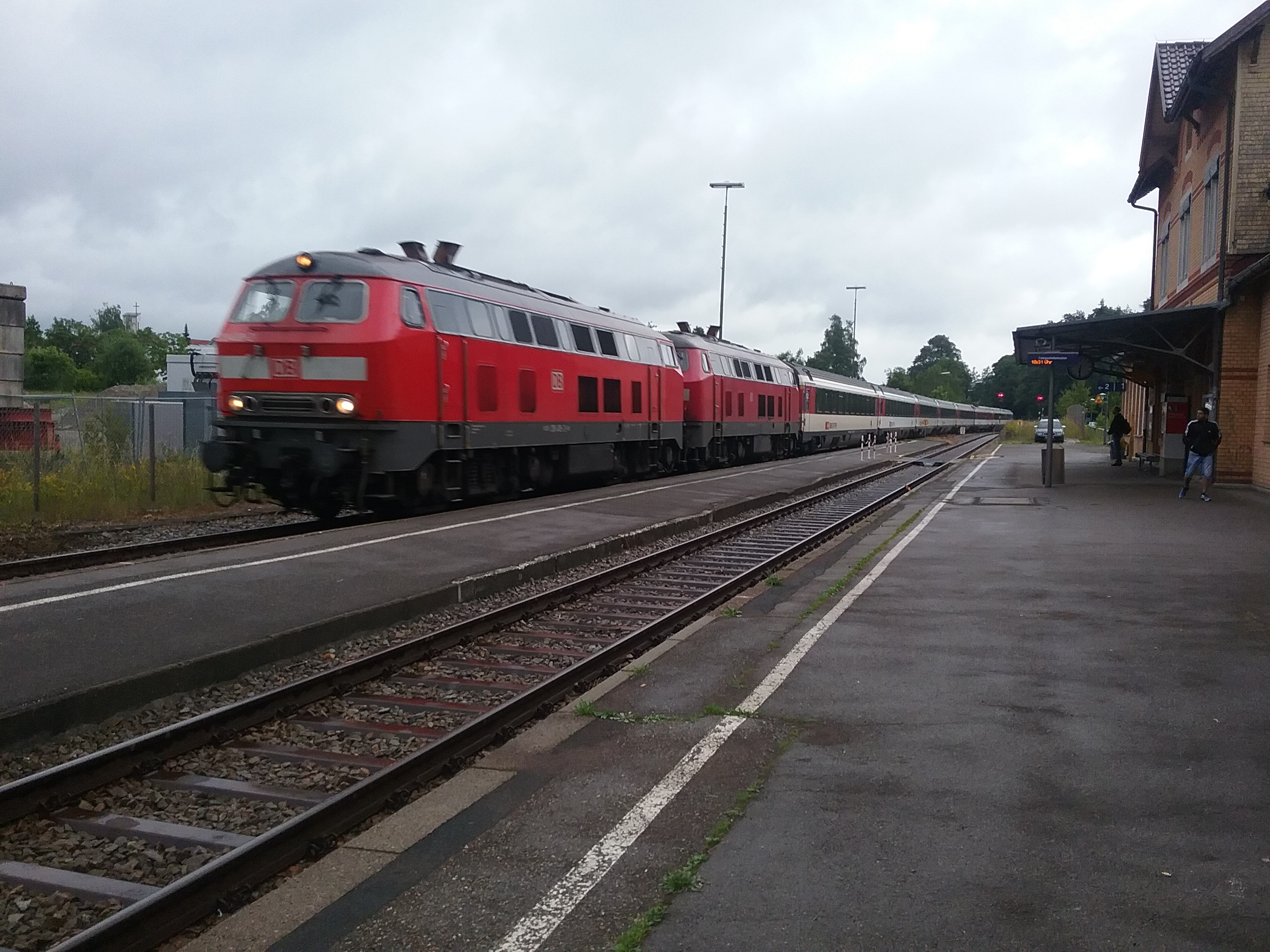
Bahnhof Wangen (Allgäu) mit Hausbahnsteig an Gleis 1 und Zwischenbahnsteig an Gleis 2 (2016)

Ein Hausbahnsteig ist ein Bahnsteig, der sich direkt vor dem Empfangsgebäude eines Bahnhofs befindet und daher von dort ohne Queren von Gleisen durch die Fahrgäste erreicht werden kann.

### Zwischenbahnsteig
Ein Zwischenbahnsteig liegt zwischen zwei Gleisen, hat aber nur eine Verkehrskante und ist vom Hausbahnsteig nur durch Überschreiten eines oder mehrerer Gleise (Reisendenübergang) erreichbar. Der Gleisabstand für diesen Bahnsteig ist geringer als für einen Mittelbahnsteig mit zwei Verkehrskanten. Diese Bauart ist noch verbreitet. Sie hat aber den Nachteil, dass die Reisenden Gleise überschreiten und dabei gesichert werden müssen, so dass Fahrzeugbewegungen auszuschließen sind. Das schränkt die Leistungsfähigkeit des Bahnhofes ein. Des Weiteren sind wegen der nötigen Übergänge die möglichen Höhen begrenzt. Besonders im alten Österreich-Ungarn war häufig der gesamte Bahnsteigbereich neben einer Bahnsteigkante am Hausbahnsteig nur mit Kies eingeebnet, aus dem die Schienenköpfe herausragten. In den letzten Jahrzehnten wurden viele Zwischenbahnsteige durch niveaufrei erreichbare Insel- oder Außenbahnsteige ersetzt. In Deutschland dürfen Zwischenbahnsteige nicht neu eingerichtet werden.

### Niveaugleicher Zugang

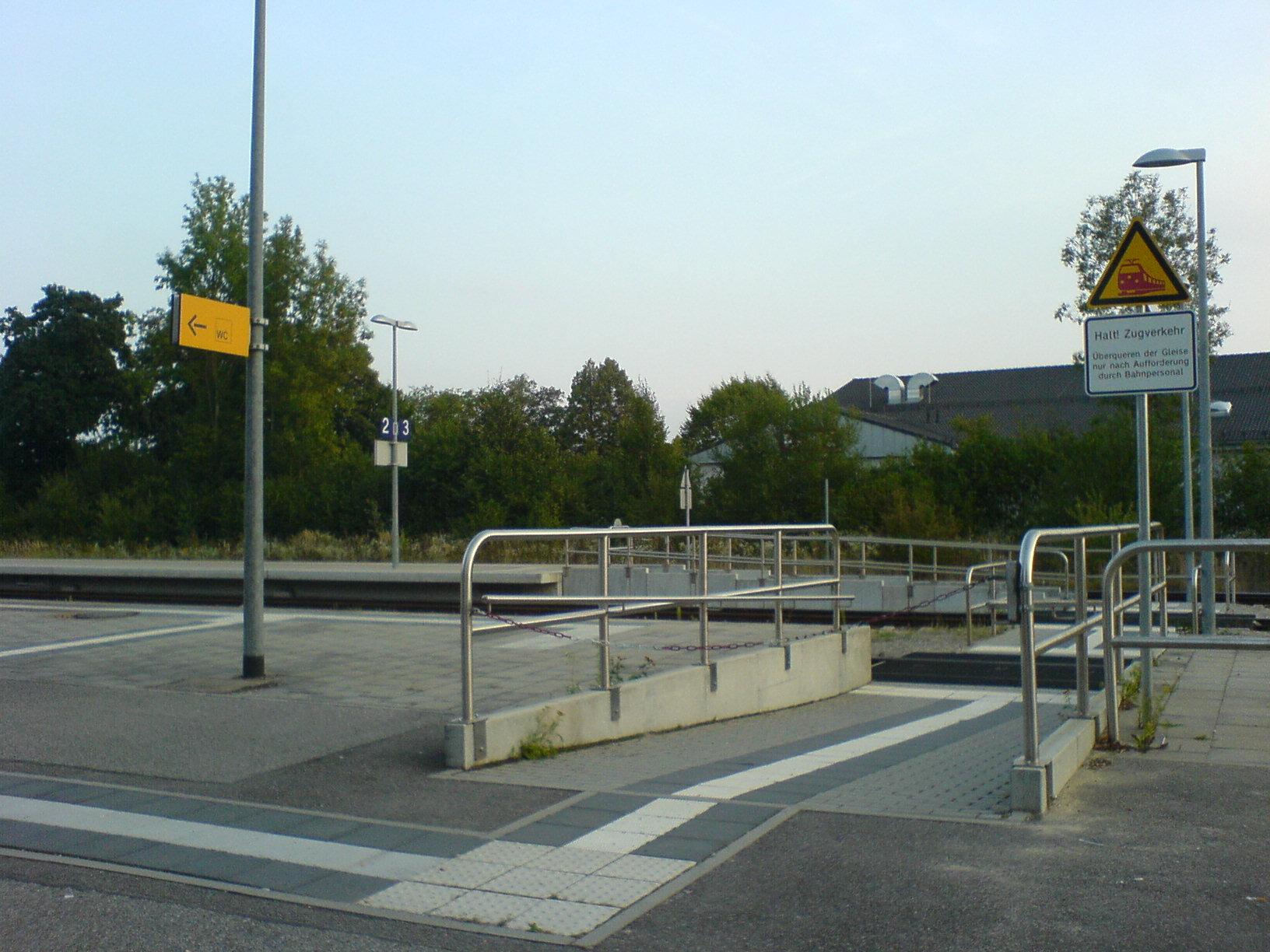
Gleisübergang (2013) im Bahnhof Altötting

Auf Nebenstrecken werden Bahnsteige mit gleisquerendem niveaugleichem Zugang nach wie vor gebaut.

### Außen- und Mittelbahnsteige

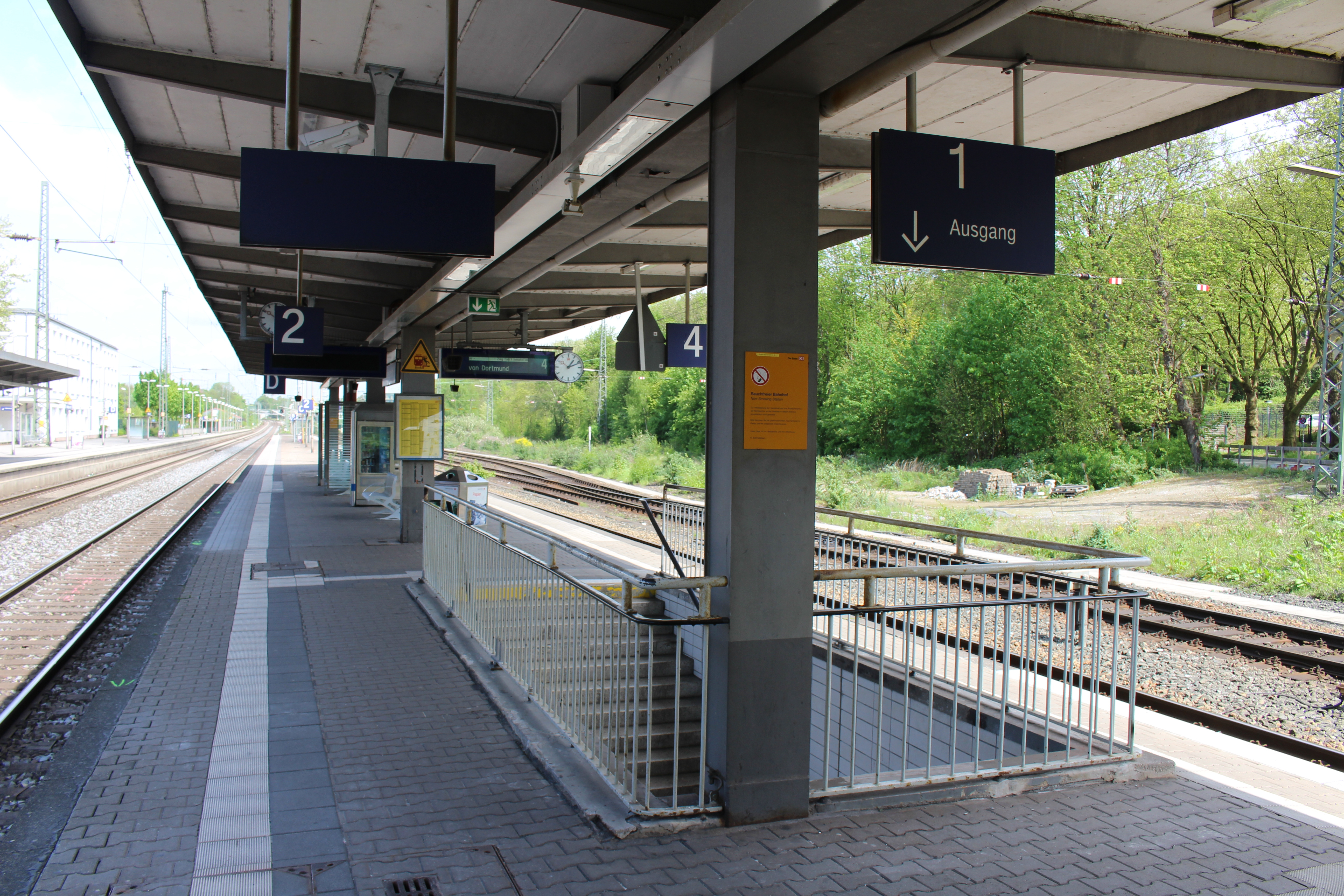
Mittelbahnsteig zwischen zwei Gleisen (Recklinghausen Hbf)

Weitere Bahnsteige sind entweder als Seitenbahnsteige oder Mittelbahnsteige ausgeführt.

#### Außenbahnsteig
Außenbahnsteige (auch: Seitenbahnsteige, Randbahnsteige oder veraltet Gegenbahnsteige) bedienen nur ein Gleis und liegen daher in der Regel an einer „Seite“ des Bahnhofes. Seitenbahnsteige erfordern keine Aufweitung des Gleisabstandes. Daher sind sie insbesondere bei nachträglicher Anlage an bestehenden Strecken kostengünstiger anzulegen als Mittelbahnsteige.

#### Mittelbahnsteig

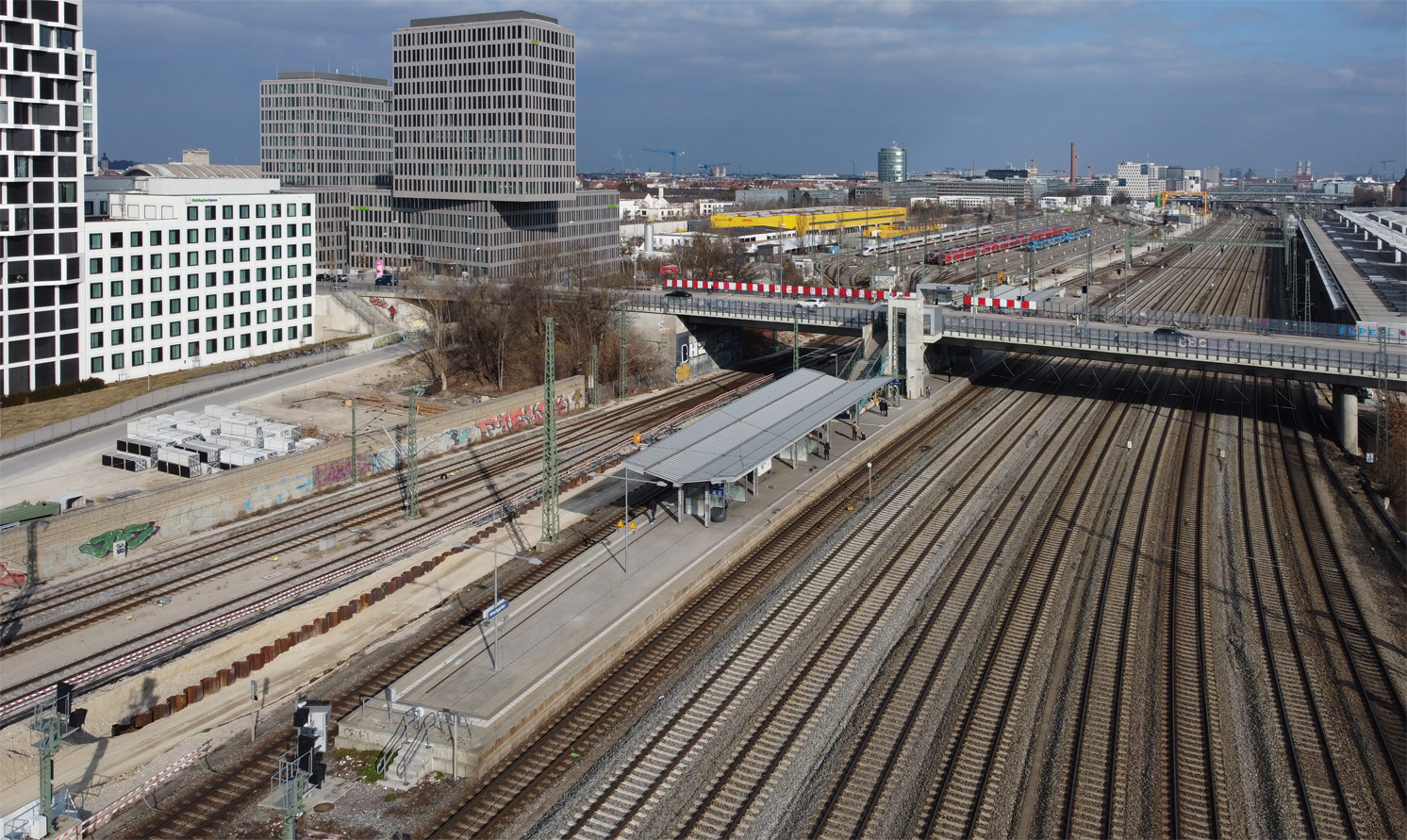
Mittelbahnsteig des S-Bahnhofs München Hirschgarten im breiten Gleisvorfeld zwischen dem Bahnhof Laim und dem Hauptbahnhof München.

Bei einem Mittelbahnsteig (auch: Inselbahnsteig) gibt es Gleise auf beiden Seiten des Bahnsteigs, das Bahnsteigmobiliar inklusive Informationsausrüstung kann für beide Gleise genutzt werden.
Sofern mehr als ein Mittelbahnsteig vorhanden ist, gibt es unterschiedliche Konzepte, diesen zu bedienen. Welches Konzept gewählt wird, kann zum Beispiel davon abhängen, ob die anschließenden Strecken im Richtungs- oder Linienbetrieb befahren werden. Es gibt Zuordnungen nach:
Linie, Strecke
Die Züge einer Linie oder einer Auswahl von Linien halten am selben Mittelbahnsteig. Oft halten die Züge der Hinrichtung an der einen, in Rückrichtung an der zweiten Bahnsteigkante des Mittelbahnsteigs. Liegt die Station an mehreren Strecken, können stattdessen die Züge einer eingleisigen Strecke in Hin- und Rückrichtung immer an derselben Bahnsteigkante halten. In jedem Fall ist jedem weiteren Mittelbahnsteig ebenfalls eine oder mehrere Linien zugeordnet. Diese Varianten ergeben sich in der Regel auf Trassen, die im Linienbetrieb geführt werden oder wo unabhängige Strecken sich berühren, als einfachste Lösung mit den geringsten Baukosten.
Richtung
An jedem Mittelbahnsteig halten die Züge unterschiedlicher Linien, die in die gleiche Richtung weiterfahren. Diese Variante bietet vor allem zusteigenden Passagieren den Vorteil, dass sie gegebenenfalls die Züge mehrerer Linien zur Auswahl haben, ohne den Bahnsteig wechseln zu müssen und so einfach auf den nächsten Zug warten können, anstatt erst auf dem Fahrplan bzw. der elektronischen Tafel für die Zugbewegungen den richtigen Bahnsteig des nächsten Zuges zu suchen.
Umsteigebeziehung
An den beiden Seiten eines Mittelbahnsteigs halten jeweils die Züge der Linien, zwischen denen die meisten Fahrgäste umsteigen. Diese Variante ist auf kurze Umsteigewege und -zeiten hin optimiert. So gibt es z. B. bei der Hamburger U-Bahn mehrere solcher Richtungsbahnsteige, an denen zeitgleich die Züge zweier Linien halten (Kellinghusenstraße, Berliner Tor, Barmbek, Wandsbek-Gartenstadt).
Insbesondere bei kurzen Taktzeiten sind für Züge häufig teure und platzintensive Überwerfungsbauwerke erforderlich, um die Bahnsteige in der gewünschten Weise anzusteuern.

#### Zungenbahnsteig

Mittelbahnsteig mit Zungenbahnsteig für das Stumpfgleis 1a (schematische Darstellung)

Zungenbahnsteige schließen an einem Bahnsteig oder der Zulauffläche an und enden am anderen Ende zwischen Gleisen. Zungenbahnsteige sind zum Beispiel bei Kopfbahnhöfen an den Querbahnsteig angeschlossen. Ein Zungenbahnsteig an einem Mittelbahnsteig verlängert dessen erste Bahnsteigkante und kann ein drittes Gleis – ein Stumpfgleis – erschließen, das vor dem Anfang der zweiten Bahnsteigkante des Mittelbahnsteigs endet. Endet am Anfang eines Haus- oder Außenbahnsteiges ein Stumpfgleis, kann der Zungenbahnsteig dessen Bahnsteigkante verlängern und das Stumpfgleis erschließen.
Wird beiderseits des Stumpfgleises ein schmaler Zungenbahnsteig angelegt, entspricht dies einem Zwillingsbahnsteig; nicht immer sind dann jedoch beide Seiten zum Aus- und Einstieg vorgesehen (Beispiel: Außenbahnsteige in Leipzig Hbf). In Kiel Hbf wurden zwischen 2013 und 2014 zwei der regulären Zungenbahnsteige auf halber Länge verschmälert, sodass jeweils eine Bahnsteigkante verkürzt wurde und sich dort ein weiterer Zungenbahnsteig anschließt, um ein zusätzliches kürzeres, dort endendes Stumpfgleis zu erschließen. So kann eine höhere Zahl von kürzeren Zügen abgefertigt werden.

#### Zwillingsbahnsteig

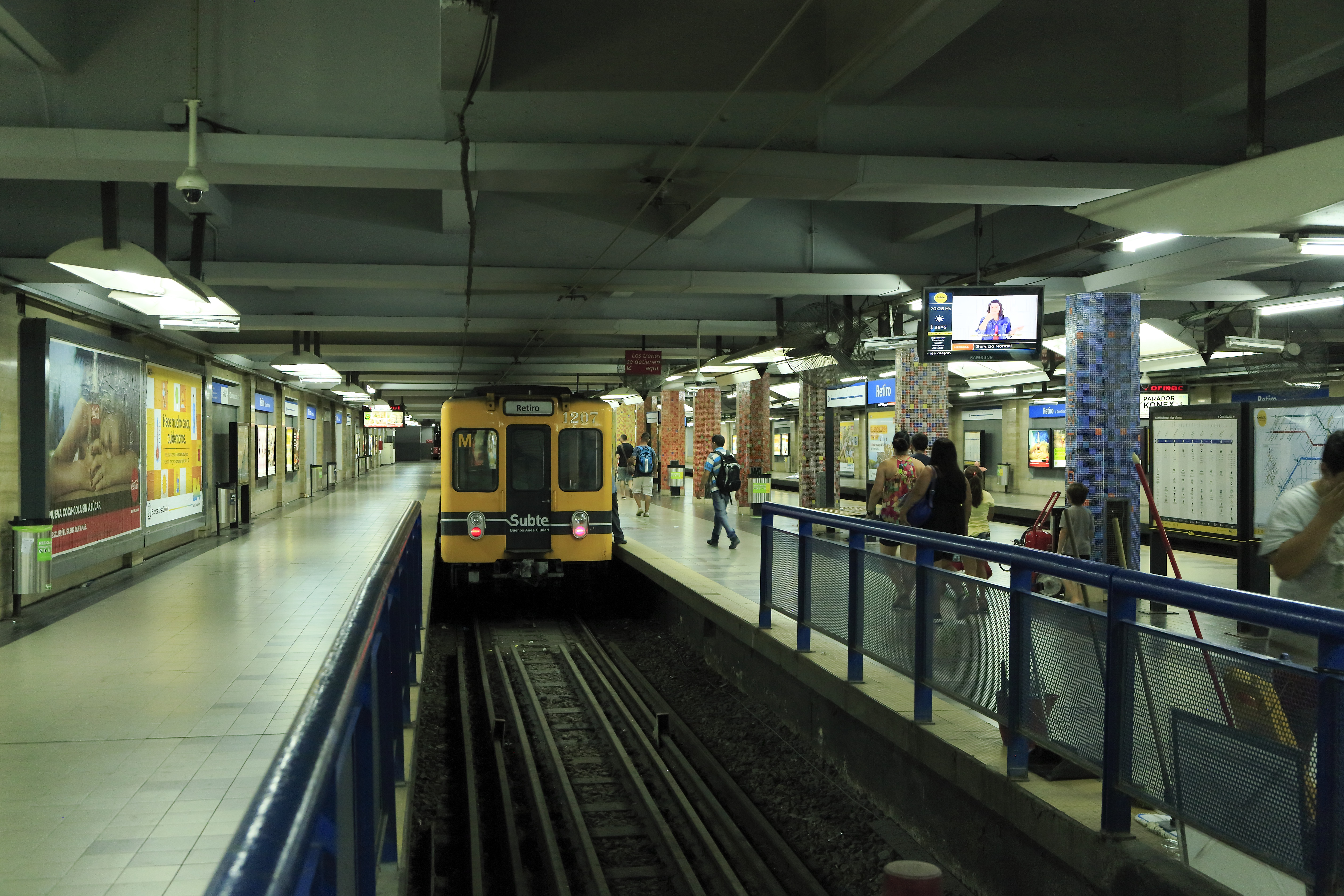
Buenos Aires, Bf Retiro der U-Bahn-Linie C mit zwei Bahnsteiggleisen, der Mittelbahnsteig dient dem Zustieg

Wird beidseits des Gleises eine Bahnsteigkante genutzt, so spricht man von Zwillingsbahnsteigen. Diese Anordnung wurde in Spanien angewendet, daher auch die Bezeichnung „Spanische Lösung“, obwohl sie bereits früher in New York zu sehen war.
- mit Trennung der Ein- und Aussteigenden, zum Beispiel S-Bahn München[10] und Métro Paris:
An drei der fünf Stationen des S-Bahn-Stammstreckentunnels, Hauptbahnhof, Karlsplatz (Stachus) und Marienplatz, werden Zwillingsbahnsteige zur strikten Trennung der Ein- und Aussteiger benutzt: Der eingefahrene Zug öffnet die in Fahrtrichtung rechten Türen, um Passagiere aussteigen zu lassen, und mit geringer Zeitverzögerung auch die linken Türen, um Personen zusteigen zu lassen. Mit dieser Trennung des Ein- und Aussteigeverkehrs auf unterschiedliche Bahnsteige sind kürzere Taktzeiten möglich, da die Haltedauer der Züge hierdurch reduziert werden kann. Da die Kapazitäten trotzdem als nicht ausreichend angesehen werden, ist eine weitgehend parallele Strecke zur Kapazitätserhöhung im Bau. Eine ähnliche Lösung besteht an den beiden Endpunkten Retiro und Constitución der U-Bahn-Linie C von Buenos Aires. Diese verbindet an Stelle einer S-Bahn-Stammstrecke die Bahnhöfe im Norden und Süden durch das Stadtzentrum, was zu einem besonders starken Umsteigeaufkommen führt. In den Stationen Nation und Charles de Gaulle Étoile der U-Bahn-Linie M6 von Paris wird gleichermaßen vorgegangen.
- ohne Trennung der Ein- und Aussteiger, zum Beispiel Metro Barcelona,[11] New York City Subway, London Underground, Mass Rapid Transit Singapur
  - Einige Stationen der Metro Brüssel haben Zwillingbahnsteige, aber ohne strikte Trennung der Ein- und Aussteigen: bei Vorliebe geschieht Einsteigen an einem Bahnsteig und Aussteigen an dem anderen, aber Aufzüge befinden sich meistens lediglich am Mittelbahnsteig, und in dem Südbahnhof (wo Aufzüge sich lediglich an den Außenbahnzeigen befinden) halten die Metro und die Premetro (U-Straßenbahn) an gegenüberliegenden Seiten eines Mittelbahnsteiges.
- für bahnsteiggleiche Umstiege zu zwei anderen Gleisen, zum Beispiel Bahnhof Ulzburg Süd und Bahnhof Norderstedt Mitte

### Querbahnsteig

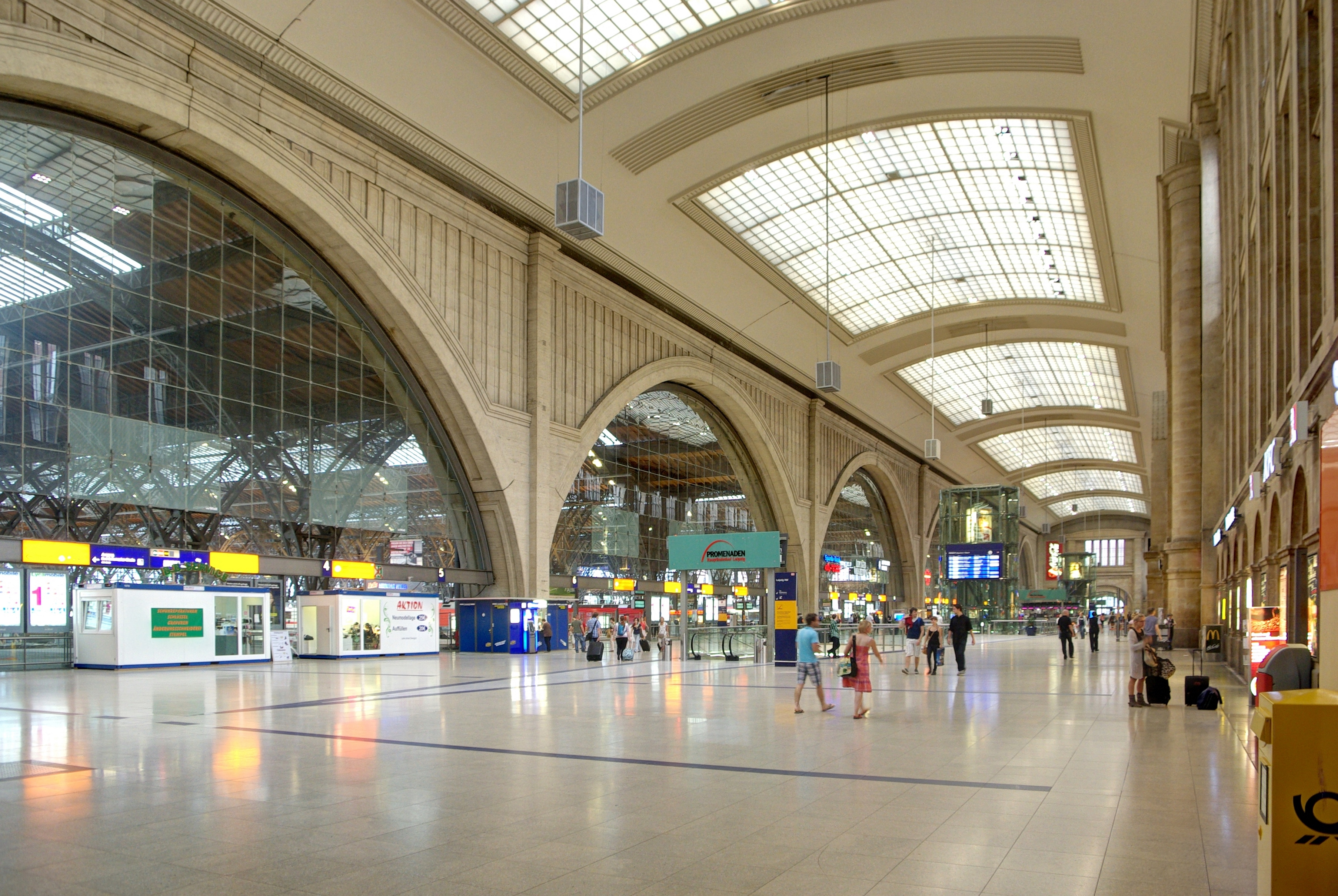
Querbahnsteig des Bahnhofs Leipzig Hbf

Eine Sonderform des Bahnsteigs bildet der so genannte Querbahnsteig bei Kopfbahnhöfen, auch Kopfbahnsteig genannt. Ihm sind meist ein oder zwei Empfangshallen vorgelagert. Als wichtigster Bahnsteig in einem Kopfbahnhof ist er in der Regel auch der breiteste.
Ein Querbahnsteig ist rechtwinklig zu den anderen Bahnsteigen vor den Gleisenden angeordnet und daher im eigentlichen Sinne kein Bahnsteig, da an ihm keine Züge halten; er hat vielmehr eine Verteiler-Funktion: Von hier aus sind alle anderen Bahnsteige höhengleich erreichbar. Er ersetzt die bei Durchgangsbahnhöfen erforderlichen Bahnsteigzugänge, die dort oft in Form von Fußgängerüber- oder -unterführungen angelegt sind. Selten finden sich trotzdem noch weitere Über- oder Unterführungen in der Mitte oder am äußeren Ende der regulären Bahnsteige, z. B. in Frankfurt (Main) Hauptbahnhof und in Leipzig Hauptbahnhof.

### Kombibahnsteig
Ein Kombibahnsteig ist meist ein Inselbahnsteig, bei dem an den beiden Seiten zwei verschiedene Verkehrsmittel halten. Diese Bauweise existiert häufig an Busbahnhöfen, an denen auch Straßenbahnzüge halten.

### Gepäckbahnsteig

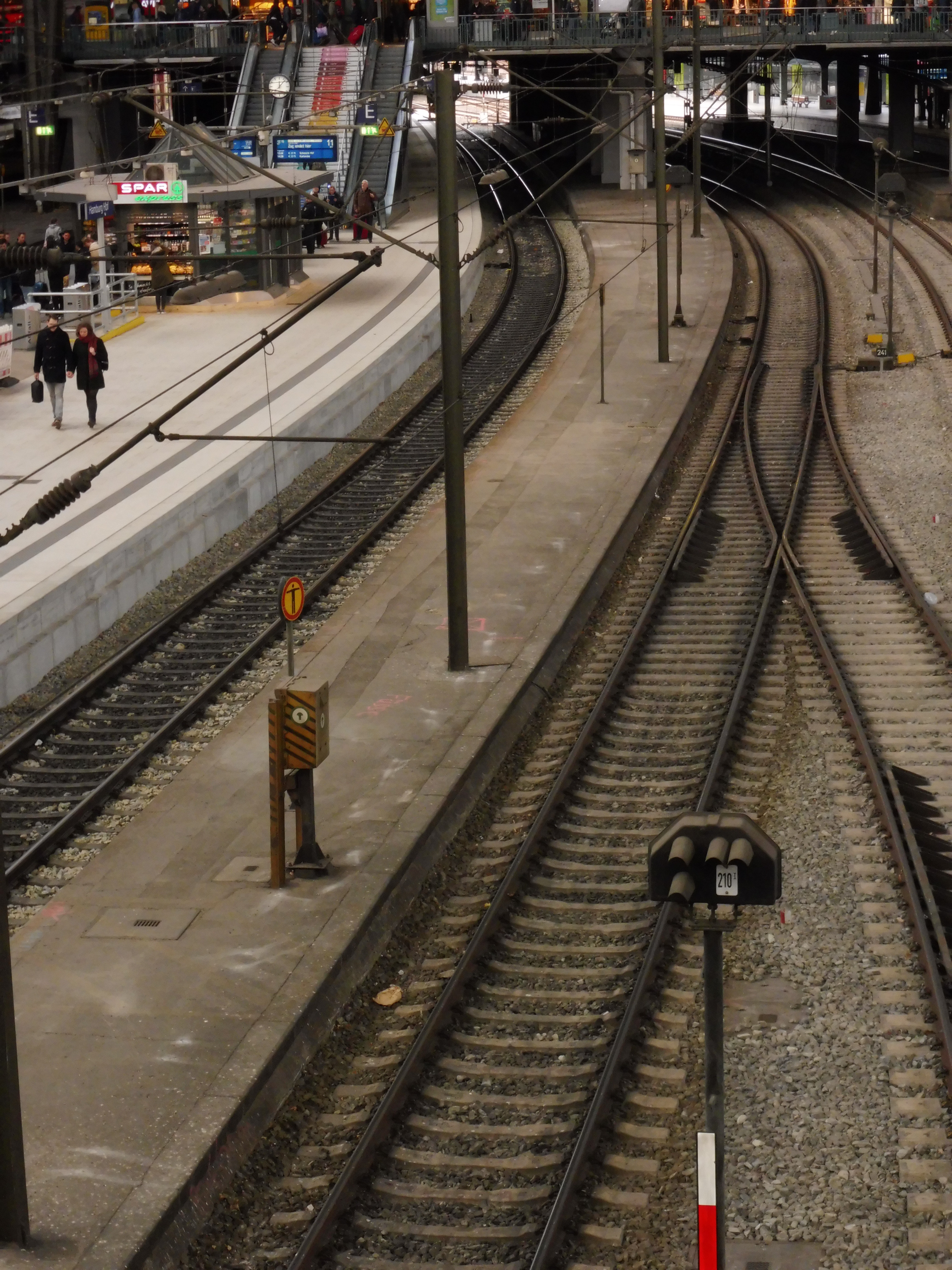
Früherer Gepäckbahnsteig im Hamburger Hauptbahnhof

Solange der Service der Bahnbetreiber die Verladung von Gepäck und von Expressgut in Reisezügen einschloss, gab es auf großen Bahnhöfen Gepäckbahnsteige, die nicht für den Zugang durch die Reisenden bestimmt waren. Diese Bahnsteige waren niedriger als die Personenbahnsteige angelegt, so dass das Gepäck zwischen Eisenbahngepäckwagen und Gepäckkarren niveaugleich umgeladen werden konnte. Diese Bahnsteige sind in vielen älteren Bahnhöfen noch ohne Nutzung zu finden, solange das Gleisbild unverändert bleibt (beispielsweise Leipzig Hauptbahnhof), oder werden nicht mehr genutzt und später abgebaut und die Personenbahnsteige verbreitert (wie beispielsweise im Bahnhof Basel SBB).

### Sonderformen
Darüber hinaus existieren Sonderformen der genannten Bahnsteigtypen, wie zum Beispiel:
- beweglicher Bahnsteig: Bahnsteig bewegt sich abhängig von den zu bedienenden Zügen, zum Beispiel Einschienenbahn Seattle[12]
- Ein Kombibord ist eine besonders konstruierte Bahnsteigkante, die einen barrierefreien Einstieg zu zwei unterschiedlichen Fahrzeugtypen bzw. Verkehrsmitteln ermöglicht, wie zum Beispiel der „Dresdner Combibord“.

## Bahnsteigkante

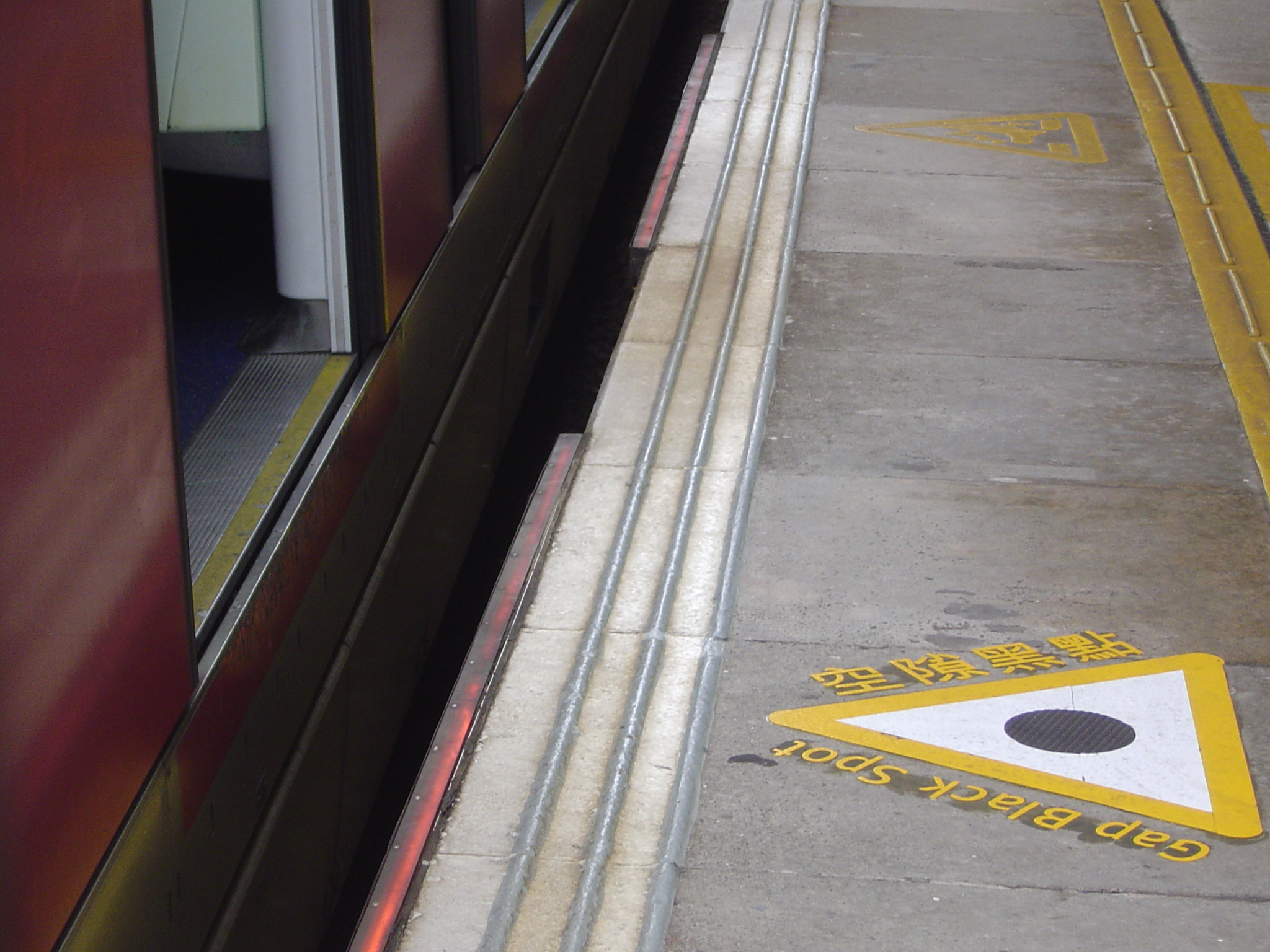
Ein Zug an einer Bahnsteigkante in Hongkong

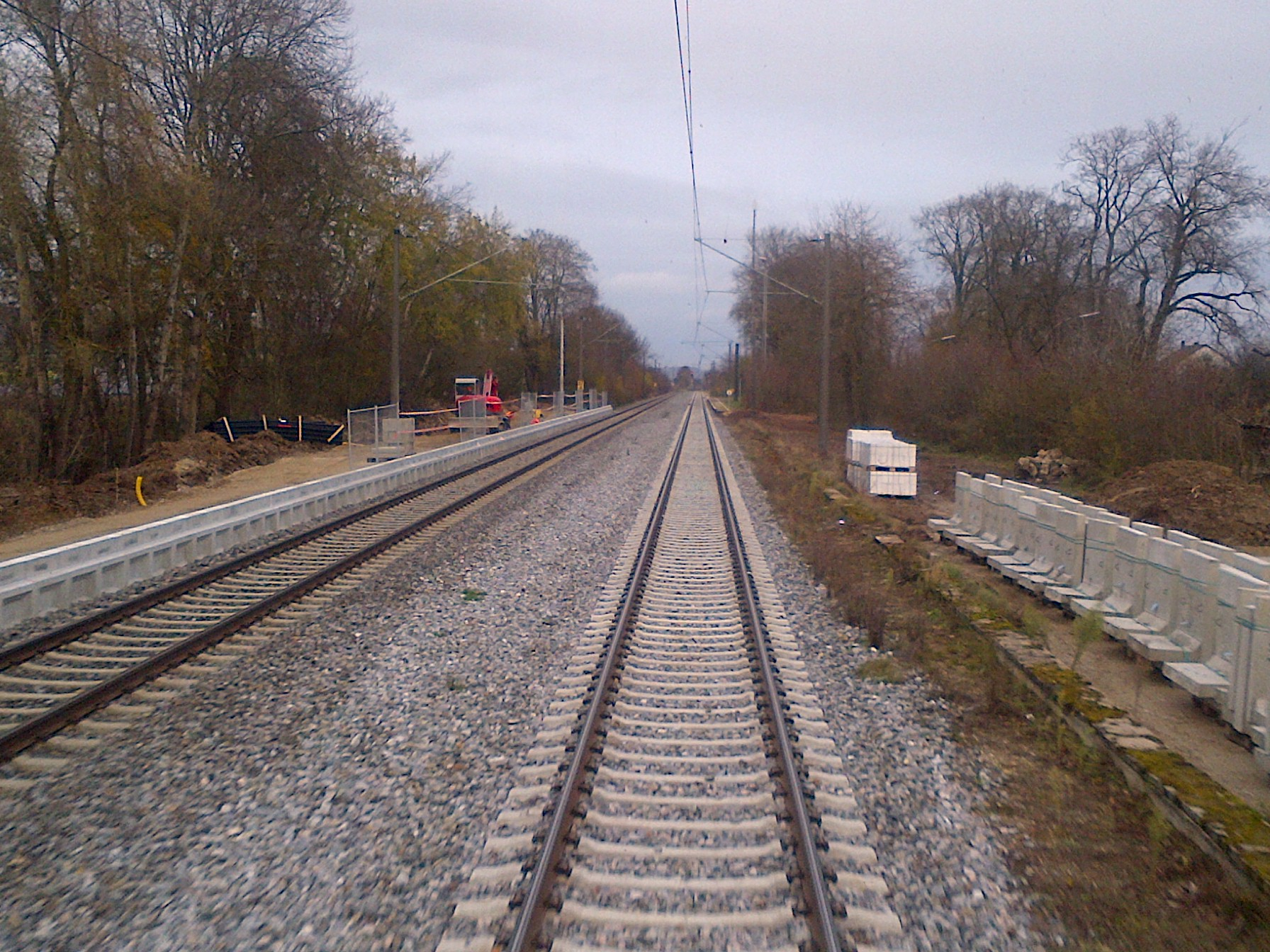
Im Bau befindlicher Haltepunkt, im Bild links die fertige Bahnsteigkante

Die Bahnsteigkante, schweizerisch auch Perronkante, ist der Rand des Bahnsteigs, von welcher aus Fahrgäste einen Zug besteigen und verlassen. Die Kante des Bahnsteigs definiert sich besonders als bauliche Begrenzungslinie. Bahnsteigkanten haben international definierte Höhen, um Wagentypen je nach Bauart möglichst effektiv einsetzen zu können.
Bahnsteigkanten müssen einen ausreichenden Abstand zur Gleismitte einhalten, um das Lichtraumprofil freizuhalten. Dieses sogenannte Einbaumaß ist abhängig von Bahnsteighöhe, der Gleisüberhöhung und dem Lichtraumprofil. In Deutschland beträgt das Einbaumaß ungefähr 1,65 m.

### Bauweise
Bahnsteigkanten werden heute meist aus Beton gefertigt. Die Höhe der Bahnsteigkante – gemessen von der Schienenoberkante – ist ein Qualitätsmerkmal für Bahnsteige. Die DB Station&Service gibt die Bahnsteighöhe bei ihren Bahnhofsinformationen zusammen mit der Bahnsteiglänge für jeden Bahnsteig an.
Im Laufe der Bahngeschichte hat sowohl die Höhe der untersten Trittstufen der Personenwagen als auch die Höhe der Bahnsteige kontinuierlich zugenommen. Durch diese Maßnahme hat die Aufenthaltsdauer der Züge in den Bahnhöfen abgenommen, da ein schnellerer Ein- und Ausstieg möglich wird. Insbesondere Personen mit Gehhilfe oder Gepäck benötigen für das Überwinden auch nur einer Stufe mehr als doppelt so viel Zeit wie bei einem niveaugleichen Übergang. Besonders bei Zügen des Pendlerverkehrs ist eine gleiche Höhe von Bahnsteigkante und Fahrgastraum daher sinnvoll, auch um einen barrierefreien Zugang zu ermöglichen.
Aus denselben Gründen hat sich bei Straßenbahnen und anderen Bahnen mit niedrigen Bahnsteigkanten, wo Bahnsteige in größerer Höhe aufgrund enger Platzverhältnisse baulich nur schwer realisierbar sind, die Niederflurtechnik durchgesetzt.

### Bahnsteiglänge
Die Bahnsteiglänge orientiert sich in den meisten Fällen an die maximale Länge der auf einer Eisenbahnstrecke eingesetzten Personenzüge. Es gibt Ausnahmen mit sehr kurzen Bahnsteigen auf Nebenstrecken, beispielsweise befinden sich die beiden kürzesten Bahnsteigkanten im Netz der Deutschen Bahn mit einer Länge von nur 15 Metern am Haltepunkt Wieslensdorf an der Bahnstrecke Crailsheim–Heilbronn, obwohl dort längere Züge eingesetzt werden.
Im Fernverkehr beträgt die typische Bahnsteiglänge zwischen 400 und 420 Meter, da die längsten Züge, bestehend aus einer Doppeltraktion ICE 2, ICE 3 oder ICE 4, eine Länge von aufgerundet 410 Metern aufweisen. Es gibt aber auch Bahnsteige in Deutschland mit Längen von mehr als 420 Meter. Diese sind oftmals historisch bedingt oder werden betrieblich in mehrere kürzere Abschnitte unterteilt, sodass dort mehrere Züge hintereinander an derselben Bahnsteigkante halten können. Die folgende Tabelle gibt einen Überblick über die Bahnhöfe mit den längsten Bahnsteigkanten nach Netto-Baulänge. Die tatsächliche Nutzlänge ist aufgrund der Anordnung von Signalen (wie H-Tafeln) meist etwas geringer. Im Fernverkehr europäischer Dimension sind die von der EU vorgegebenen Technischen Spezifikationen für die Interoperabilität relevant, welche mindestens 200 Meter, bei Hochgeschwindigkeitsverkehr (vmax ≥250 km/h) mindestens 400 Meter vorschreibt.
| Bahnhof                             | maximale Bahnsteiglänge | Bemerkung |
| ----------------------------------- | ----------------------- | --- |
| Essen Hauptbahnhof                  | 667 Meter               | Baulänge des Bahnsteiges 4 |
| Hamburg Hauptbahnhof                | 627 Meter               | Baulänge des Bahnsteiges 7/8 |
| Erfurt Hauptbahnhof                 | 554 Meter               | Baulänge des Inselbahnsteiges 3/8, welcher jedoch betrieblich durch Weichenverbindungen und Deckungssignale in jeweils ca. 270 Meter lange Abschnitte 3/3a bzw. 8/8a unterteilt ist. |
| Saarbrücken Hauptbahnhof            | 550 Meter               | Baulänge des Bahnsteiges 12 |
| Mainz Hauptbahnhof                  | 512 Meter               | Baulänge des Bahnsteiges 5 |
| München Hauptbahnhof                | 509 Meter               | Baulänge des Bahnsteiges 11 |
| Duisburg Hauptbahnhof               | 507 Meter               | Baulänge des Bahnsteiges 12/13 |
| Bahnhof Göttingen                   | 503 Meter               | Baulänge des Bahnsteiges 4 |
| Ulm Hauptbahnhof                    | 499 Meter               | Baulänge des Bahnsteiges 1 |
| Köln Hauptbahnhof                   | 493 Meter               | Baulänge des Bahnsteiges 6/7 |
| Magdeburg Hauptbahnhof              | 493 Meter               | Baulänge des Bahnsteiges 7 |
| Bahnhof Hamburg-Harburg             | 492 Meter               | Baulänge des Bahnsteiges 5/6 |
| Koblenz Hauptbahnhof                | 487 Meter               | Baulänge des Bahnsteiges 4/5 |
| Bahnhof Westerland (Sylt)           | 480 Meter               | Baulänge des Bahnsteiges 1/2 |
| Düsseldorf Hauptbahnhof             | 479 Meter               | Baulänge des Bahnsteiges 10 |
| Hof Hauptbahnhof                    | 479 Meter               | Baulänge des Bahnsteiges 8/10 |
| Regensburg Hauptbahnhof             | 474 Meter               | Baulänge des Bahnsteiges 9 |
| Mannheim Hauptbahnhof               | 472 Meter               | Baulänge des Bahnsteiges 7/8 |
| Bahnhof Ludwigsburg                 | 465 Meter               | Baulänge des Bahnsteiges 4/5 |
| Bahnhof Hannover Messe/Laatzen      | 458 Meter               | Baulänge des Bahnsteiges 16/17 |
| Augsburg Hauptbahnhof               | 457 Meter               | Baulänge der Bahnsteige 1 und 3 |
| Lutherstadt Wittenberg Hauptbahnhof | 457 Meter               | Baulänge des Bahnsteiges 2 |
| Hannover Hauptbahnhof               | 456 Meter               | Baulänge des Bahnsteiges 10 |
| Bahnhof Berlin-Wannsee              | 454 Meter               | Baulänge des Bahnsteiges 5/6 |
| Bahnhof Hamburg-Altona              | 452 Meter               | Baulänge des Bahnsteiges 5/6 |
| Leipzig Hauptbahnhof                | 450 Meter               | Baulänge der Bahnsteige 12/13 und 14/15 |
| Heidelberg Hauptbahnhof             | 450 Meter               | Baulänge des Bahnsteiges 5 |

### Bahnsteighöhe

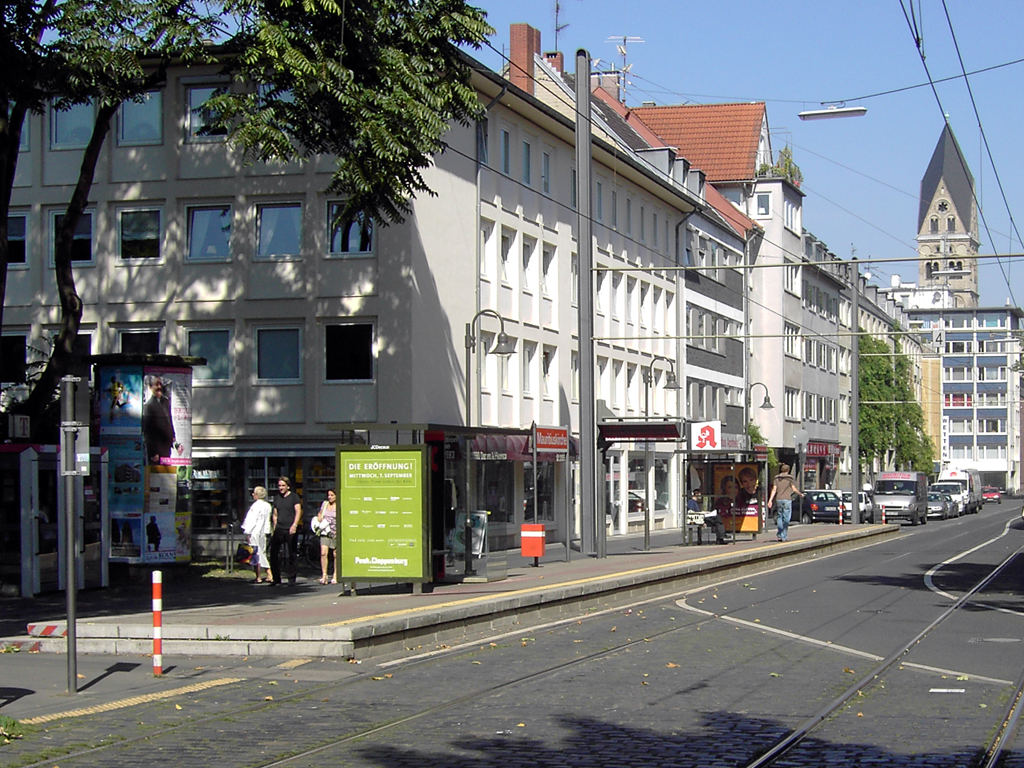
Niederflurbahnsteig in Köln

Um den bequemen und sicheren Zustieg zu ermöglichen, sind die Bahnsteige gegenüber der Schienenoberkante (SO) je nach Strecke um bis zu etwa einen Meter erhöht. Die genauen Bahnsteighöhen richten sich nach den überwiegend eingesetzten Fahrzeugen sowie den angewendeten gesetzlichen Regelungen. Hierbei sind weltweit verschiedene Bahnsteighöhen anzutreffen, die nur regional normiert sind. Einen Bahnsteig, der höher als etwa 40 Zentimeter über Schienenoberkante liegt, wird meist als Hochbahnsteig bezeichnet. Abgrenzend dazu spricht man bei herkömmlichen Anlagen vom Tiefbahnsteig oder Niedrigbahnsteig.
Die TSI „Infrastruktur“ benennt als Regelbahnsteighöhe für Fernbahnen innerhalb der EU, dass für die Bahnsteigkante entweder 550 oder 760 Millimeter über Schienenoberkante mit einer Höhentoleranz −30 mm/+0 mm einzuhalten ist. Die nutzbare Bahnsteiglänge soll dabei 400 Meter betragen. Die Umsetzung der TSI INS sollte bis 2020 abgeschlossen sein.

## Bauliche und organisatorische Sicherheitsmaßnahmen

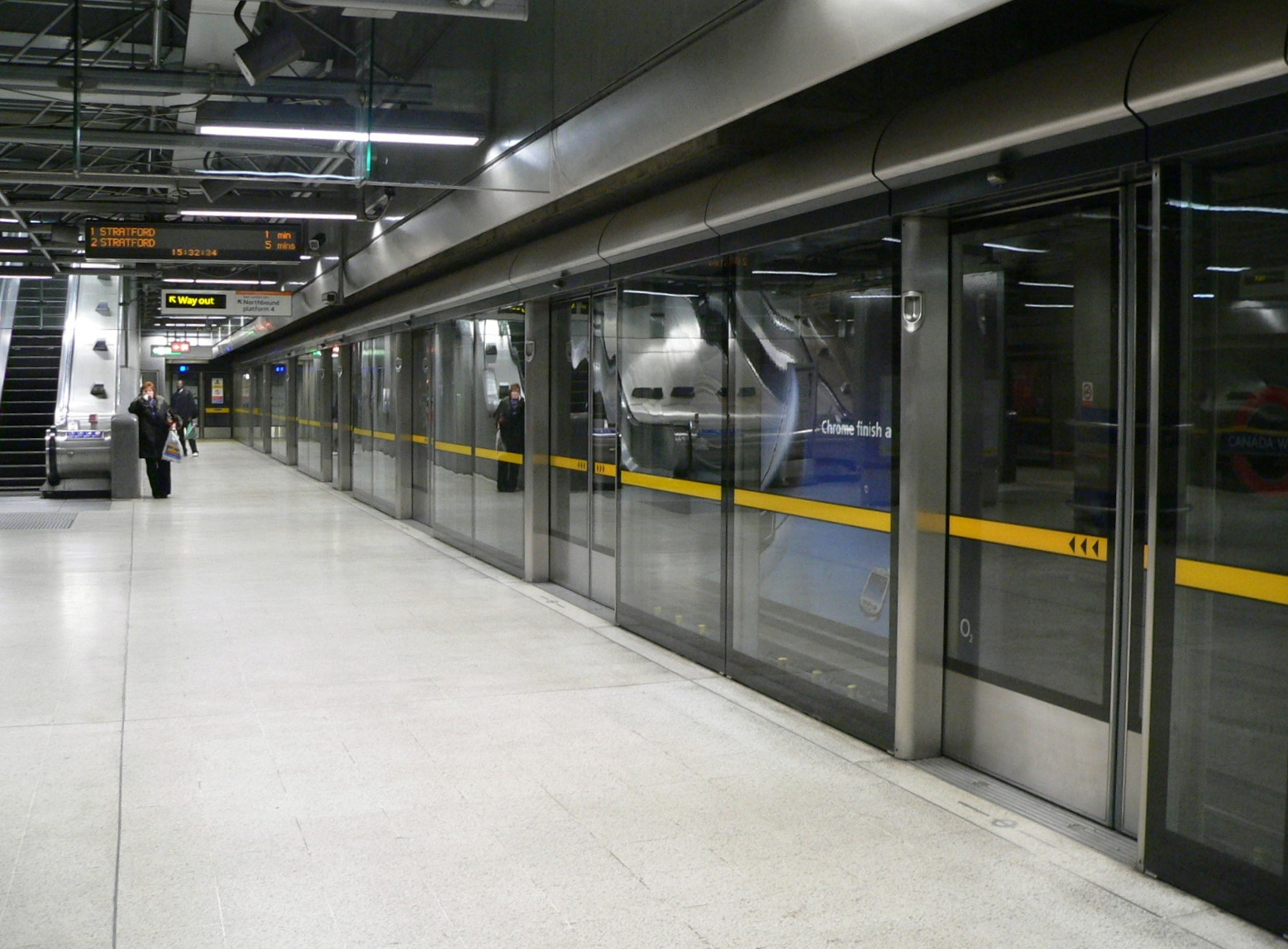
Bahnsteigtüren in der Londoner U-Bahn-Station Bahnhof Canada Water

In Deutschland gibt es meist keine mechanischen Sicherungseinrichtungen gegen den beabsichtigten oder unbeabsichtigten Zugang zum Gleisraum. In vielen anderen Staaten werden die Bahnsteige von neueren U-Bahn-Strecken durch sogenannte Bahnsteigtüren mechanisch vom Gleisraum abgetrennt. Diese Türen befinden sich auf der Höhe der Wagentüren und werden erst nach Halt des Zuges geöffnet. In Singapur existiert dieses System, wobei der Fahrer nicht ganz auf 0 km/h bremsen muss, sondern die letzten Meter bis zur Tür von einem automatischen Programm übernommen werden. Drei der MRT-Linien (äquivalent zur U-Bahn in Deutschland) sind ganz fahrerlos.

Aufgrund der Bahnsteighöhe ist es verletzten oder älteren Personen, die in den Gleisraum gelangt sind, oft nur schwer oder gar nicht möglich, wieder auf den Bahnsteig zurückzusteigen. Daher werden insbesondere bei U-Bahn-Systemen in deutschsprachigen Ländern direkt unterhalb der Bahnsteigkante Schutzräume (sogenannte Krauchnischen) geschaffen, in die sich Personen aus dem Gleisraum in Schutz bringen können (z. B. U-Bahn Wien).
Bei automatischen U-Bahnen wird der Gleisraum vor dem Bahnsteig elektronisch auf dort befindliche Personen überwacht (z. B. U-Bahn Nürnberg).
Die Bahnsteige werden regelmäßig durch Videokameras überwacht, um bei Unglücksfällen und anderen besonderen Ereignissen rasch Unterstützung leisten zu können.
Als Orientierungshilfe für blinde und sehbehinderte Fahrgäste können im Boden Blindenleitstreifen eingelassen sein. Eine gesetzliche Verpflichtung zur Einrichtung solcher Leitstreifen besteht nicht; einige U-Bahn-Betreiber (z. B. in München) haben sie freiwillig eingerichtet; die DB AG konnte sich bisher nicht dazu entscheiden, Leitstreifen an allen Stationen einzurichten.
Auch die Linie, die den einzuhaltenden Sicherheitsabstand zu durchfahrenden Zügen markiert, kann als ein solcher optisch und taktil hervorgehobener Streifen aus Betonelementen markiert sein. Solche Linien sind in Deutschland überwiegend an Eisenbahn-Bahnsteigen anzutreffen, da hier ohne Halt durchfahrende Züge mit hohen Geschwindigkeiten gefahren werden dürfen – anders als U- und Straßenbahnzüge, die Bahnsteige mit maximal 40 km/h ohne Halt passieren dürfen (BOStrab).

## Rechtliche Anforderungen an Bahnsteige

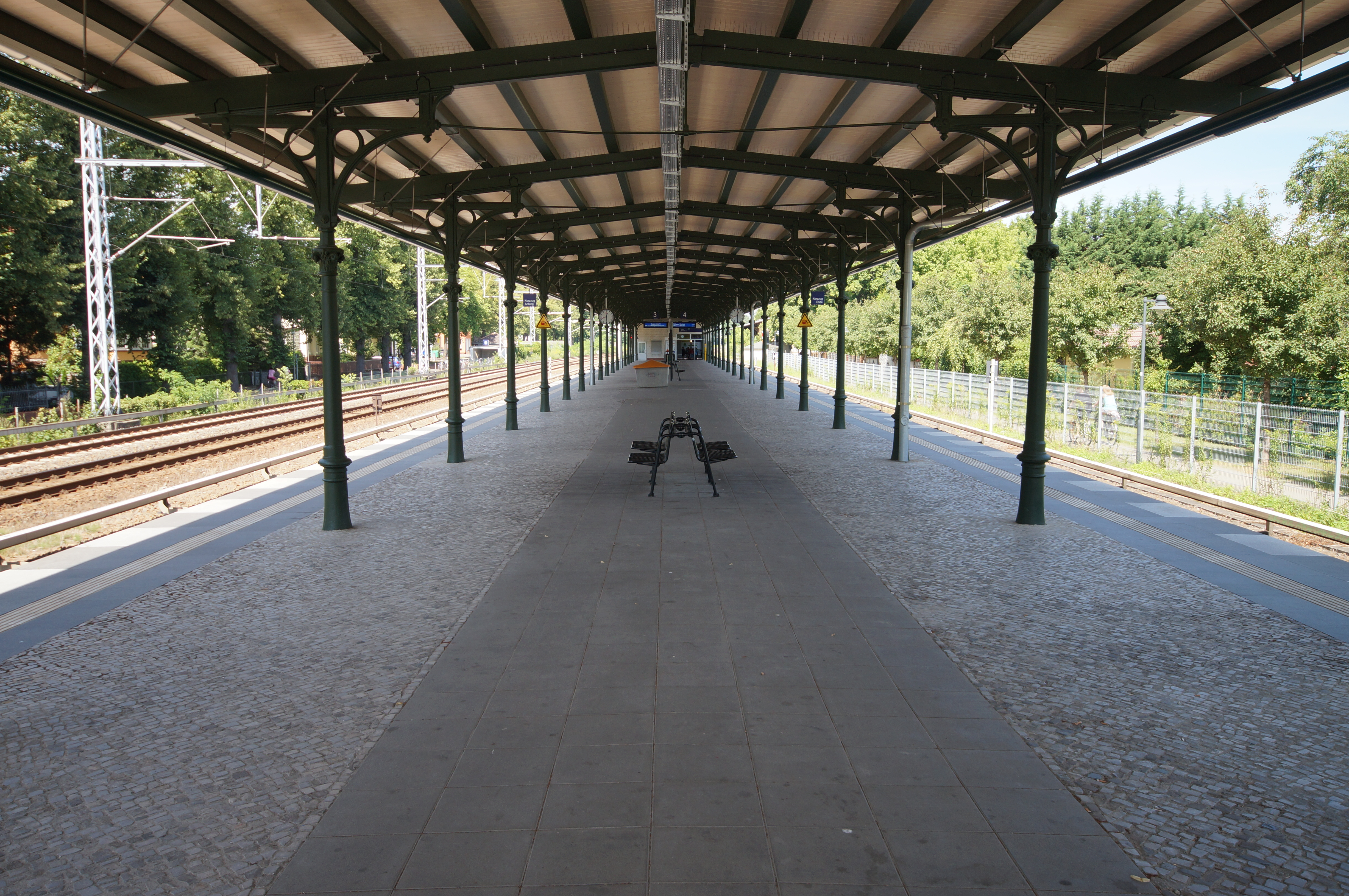
Bahnsteig in Zeuthen

Die BOStrab regelt in Deutschland rechtliche Minimalanforderungen für Bahnsteige an Straßen- und U-Bahnen sowie Bussen. Darin sind praktisch keine Schutzvorkehrungen für Passagiere zwingend vorgeschrieben.
Mit der Dritten Verordnung zur Änderung der Eisenbahn-Bau- und Betriebsordnung wurden im Mai 1991 zusätzliche Bestimmungen für Schnellfahrten an Bahnsteigen eingeführt (§ 13). Für Vorbeifahrten mit mehr als 160 km/h und bis 200 km/h wurden Lautsprecherdurchsagen, die Kennzeichnung der freizuhaltenden Bahnsteigflächen und höhenfreie Bahnsteigzugänge vorgeschrieben. Für Vorbeifahrten mit mehr als 200 km/h wurden zusätzliche Vorkehrungen vorgeschrieben, um zu verhindern, dass sich Reisende im Gefahrenbereich aufhalten. Anfang der 1990er Jahre liefen bei der Deutschen Bundesbahn aerodynamische Untersuchungen, inwieweit Vorbeifahrten an Bahnsteigen mit mehr als 200 km/h möglich sind.
Das Eisenbahn-Bundesamt erwartet nach einer 2020 veröffentlichten Fachmitteilung unter anderem, dass Bahnsteige in jedem Fall mindestens 5 m länger sind als der Abstand von der ersten bis zur letzten Tür eines Reisezuges.

## Österreich

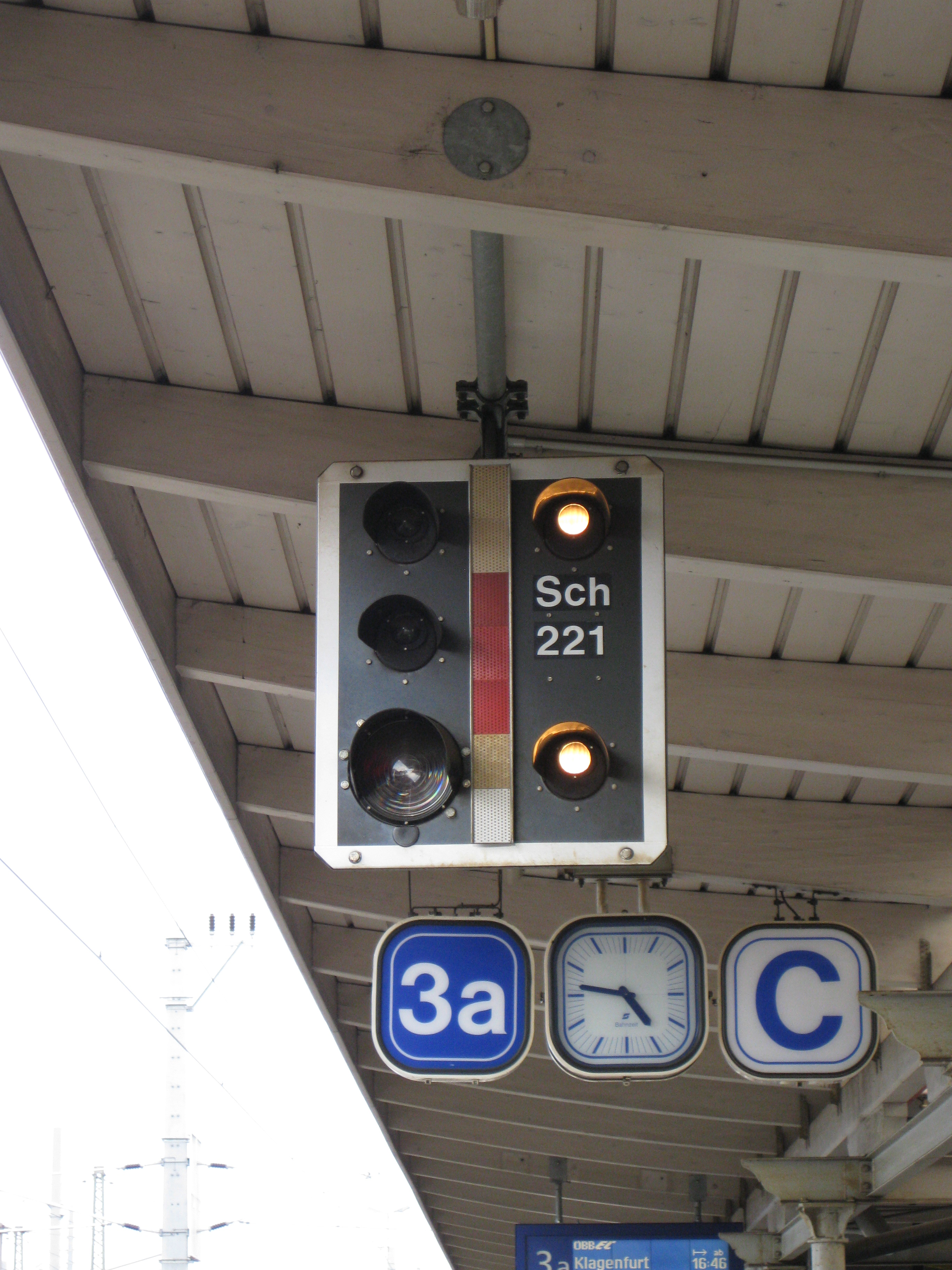
ÖBB-Infrastruktur: Ein durch ein Schutzsignal in 3a und 3b unterteilter Bahnsteig mit Sektorbezeichnung C

Bei den Österreichischen Bundesbahnen wird in der Fahrgastinformation als Bahnsteig die Bahnsteigkante bezeichnet. Bis Anfang der 1990er Jahre wurde dafür, wie es bei vielen anderen Bahnunternehmen bis heute der Fall ist, der Begriff Gleis verwendet. Da die bahnintern verwendeten Gleisnummern mit den an den Bahnsteigen angeschriebenen Gleisbezeichnungen häufig nicht übereinstimmten oder die Anordnung der Gleisnummern für den Fahrgast nicht immer nachvollziehbar war, entschlossen sich die ÖBB zur Umbezeichnung. Hieß es früher beispielsweise Bahnsteig 2, Gleis 4, so wird nun einheitlich Bahnsteig 4 verwendet.
Es wird jede Bahnsteigkante gesondert bezeichnet. Durchgehende Bahnsteige werden vom Aufnahmsgebäude weg mit „1“ beginnend fortlaufend nummeriert. Bahnsteigkanten an Stumpfgleisen werden gruppenweise jeweils fortlaufend innerhalb einer Dekade bezeichnet. Sind Gleise an einer Bahnsteigkante durch Zwischen- oder Schutzsignale unterteilt, so wurde bis 2004 der Bahnsteigbezeichnung abschnittsweise ein Kleinbuchstabe in Richtung Endbahnhof mit „a“ beginnend zugefügt. Im Gegensatz dazu werden die im Wagenstandanzeiger angegebenen Sektoren mit Großbuchstaben bezeichnet.
Seit 2004 werden die Bahnsteige nur mehr mit Sektoren bezeichnet und, falls sie betrieblich in Abschnitte getrennt sind, zu Gruppen zusammengefasst (z. B. Bahnsteig 1A-C).
In Bahnhöfen mit mehreren Gleisebenen werden die Bahnsteige zu Gruppen zusammengefasst, etwa im alten Wiener Südbahnhof 1–9, 11–19 und 21–22 oder in Wien Handelskai 1–2 und 11–12. Auch außerhalb Österreichs existieren solche Nummerungsysteme: im Bahnhof Antwerpen-Centraal mit drei Gleisebenen liegen die Stumpfgleise 1–6 auf der Ebene +1, die Stumpfgleise 11–14 auf der Ebene −1 und die durchlaufenden Gleise 21–24 auf der Ebene −2.
Bei den Bahnsteigtypen unterscheiden die ÖBB-Infrastruktur AG Randbahnsteig (dazu zählt auch der unmittelbar vor dem Aufnahmsgebäude gelegene Hausbahnsteig), Inselbahnsteig mit niveufreiem Zugang (Unter- bzw. Überführung), Mittelbahnsteig mit schienengleichem Zugang, Zungenbahnsteig und Querbahnsteig.